# Hannah Witton
Hannah Witton (Mánchester, 19 de febrero de 1992) es una youtuber, locutora y autora inglesa. Sus blogs y vídeos han tenido contenido informativo centrado principalmente en las relaciones, el sexo y la salud sexual; así como cuestiones de liberación y bienestar, literatura y viajes.
El primer libro de Witton, Doing It, centrado en el sexo y las relaciones, fue publicado para lectores europeos el 6 de abril de 2017 y en Estados Unidos el 3 de julio de 2018. Su segundo libro, The Hormone Diaries: The Bloody Truth About Our Periods, se lanzó en junio de 2019.

## Vida y carrera
Natural de Mánchester y criada en el Reino Unido, vivió en Austin (Texas) cuando era niña. Proviene de una familia judía. Asistió a Loreto Sixth Form College en Hulme (área de Mánchester), y luego a la Universidad de Birmingham, donde estudió una licenciatura en Historia, interesándose en ese momento en historia sexual. El video de Witton, History of Homosexuality, fue finalista en 2013 en el concurso de cortometrajes que convocaron en concurso The Guardian y Oxford University Press.
En 2017 Witton ganó un UK Blog Award y en 2018 un Blogosphere Award como Vlogger del año. Witton fue la única directora de Snake People Media Ltd, constituida el 18 de marzo de 2016. Comenzó a crear videos en YouTube el 17 de abril de 2011 como Hannah "Girasol". Es conocida por sus videos que ayudan a las mujeres jóvenes con la salud y las relaciones sexuales. Moderó el panel de género en Summer in the City 2014. Witton fue nombrada una de las ocho chicas campeonas como parte de la campaña 100 Mujeres, de la BBC, en noviembre de 2016.
Hannah Witton es uno de los tres miembros del club de lectura basado en Internet, conocido como "Banging Book Club". Ella y dos colegas, las también youtubers Lucy Moon y Leena Norms, leen un libro cada mes y luego discuten el libro juntas en un podcast publicado en iTunes, SoundCloud y (parcialmente) el canal de Witton en YouTube. A veces aparecen con ellas invitados en sus podcasts. Los libros suelen incluir temas relacionados con el sexo, las relaciones y el feminismo.
El primer libro de Witton, Doing It!: Let's Talk About Sex, se publicó el 6 de abril de 2017 en Europa, mientras que en Estados Unidos lo hizo el 3 de julio de 2018. El libro, centrado en el sexo y las relaciones, incluía sus experiencias personales, y ganó un premio SitC 2017. Su segundo libro, The Hormone Diaries: The Bloody Truth About Our Periods, que cubría las experiencias de la menstruación y la educación a su alrededor, fue publicado en junio de 2019.
En mayo de 2019, Witton lanzó un podcast titulado Doing It with Hannah Witton, centrado en el sexo, las relaciones, los tabúes y el cuerpo. El podcast siguió un formato de entrevista en el que Witton invitaba a un invitado a hablar sobre un tema en el que tenían experiencia, en una conversación. El podcast fue distribuido por Global y fue nominado en la categoría de podcast en los Global Awards 2020.
En el aspecto mediático, Witton presentó el programa de sexo y relaciones de ITV2 Love Fix en febrero de 2016. Witton fue presentadora invitada de BBC Radio 5 Live sobre temas relacionados con el sexo y las relaciones, y ha sido invitada en varios segmentos de entrevistas de radio de la BBC en muchas ocasiones. Witton tenía un programa de radio semanal, The Hannah Witton Show; copresentó un episodio de The Calum McSwiggan Show en Fubar Radio, y ha presentado el segmento de BBC Radio 1 The Internet Takeover.

## Vida personal
Después de un brote grave de colitis ulcerosa, Witton se sometió a una ileostomía en enero de 2018. En diciembre, fue panelista en el debate sobre "Sexo y ciencia" para la organización benéfica The Yogscast.
Witton le propuso matrimonio a Daniel Leadley, hermano mayor de Bethan Leadley, en agosto de 2019. Se casaron en septiembre de 2020.